# Center (Teksas)
Center je grad u američkoj saveznoj državi Teksas. Prema popisu stanovništva iz 2010. u njemu je živjelo 5.193 stanovnika.